# Puchar Świata w biegach narciarskich 2011/2012 – Sjusjøen 2011
Zawody Pucharu Świata w biegach narciarskich w sezonie 2011/2012 zainaugurowane zostały w norweskiej miejscowości Sjusjøen. Konkurencje zostały rozegrane 19 i 20 listopada 2011. Rywalizacja odbywała się w biegu na 10 km (kobiety) i 15 km (mężczyźni) stylem dowolnym i sztafetach.

## Program zawodów
| Dzień        | Konkurencja                | Początek  | Liczba uczestników |
| ------------ | -------------------------- | --------- | ------------------ |
| 19 listopada | Bieg na 10 km kobiet       | 11:30 CET | 71                 |
| 19 listopada | Bieg na 15 km mężczyzn     | 13:15 CET | 92                 |
| 25 listopada | Sztafeta 4×5 km kobiet     | 11:30 CET | 64                 |
| 25 listopada | Sztafeta 4×7,5 km mężczyzn | 13:15 CET | 64                 |

## Wyniki

### Bieg na 10 km kobiet
| Pozycja | Zawodniczka              | Reprezentacja     | Wynik   | Strata  |
| ------- | ------------------------ | ----------------- | ------- | ------- |
| złoto   | Marit Bjørgen            | Norwegia          | 24:22,3 | -       |
| srebro  | Charlotte Kalla          | Szwecja           | 24:49,4 | +27,1   |
| brąz    | Vibeke Skofterud         | Norwegia          | 24:51,3 | +29,0   |
| 4.      | Tora Berger              | Norwegia          | 25:05,3 | +43,0   |
| 5.      | Kristin Størmer Steira   | Norwegia          | 25:05,9 | +43,6   |
| 6.      | Marthe Kristoffersen     | Norwegia          | 25:12,3 | +50,0   |
| 7.      | Therese Johaug           | Norwegia          | 25:20,4 | +58,1   |
| 8.      | Kikkan Randall           | Stany Zjednoczone | 25:20,5 | +58,2   |
| 9.      | Ingvild Flugstad Østberg | Norwegia          | 25:33,4 | +1:11,1 |
| 10.     | Justyna Kowalczyk        | Polska            | 25:34,6 | +1:12,3 |
| ...     |                          |                   |         |         |
| 50.     | Paulina Maciuszek        | Polska            | 26:50,0 | +2:27,7 |
| 64.     | Agnieszka Szymańczak     | Polska            | 27:41,7 | +3:19,4 |
| 70.     | Ewelina Marcisz          | Polska            | 28:15,6 | +3:53,3 |

### Bieg na 15 km mężczyzn
| Pozycja | Zawodnik            | Reprezentacja | Wynik   | Strata  |
| ------- | ------------------- | ------------- | ------- | ------- |
| złoto   | Johan Olsson        | Szwecja       | 32:40,9 | -       |
| srebro  | Petter Northug      | Norwegia      | 33:12,1 | +31,2   |
| brąz    | Roland Clara        | Włochy        | 33:12,3 | +31,4   |
| 4.      | Calle Halfvarsson   | Szwecja       | 33:19,5 | +38,6   |
| 5.      | Alex Harvey         | Kanada        | 33:21,5 | +40,6   |
| 6.      | Remo Fischer        | Szwajcaria    | 33:22,1 | +41,2   |
| 7.      | Dario Cologna       | Szwajcaria    | 33:22,6 | +41,7   |
| 8.      | Lars Berger         | Norwegia      | 33:24,6 | +43,7   |
| 9.      | Marcus Hellner      | Szwecja       | 33:24,7 | +43,8   |
| 10.     | Aleksiej Połtoranin | Kazachstan    | 33:30,2 | +49,3   |
| ...     |                     |               |         |         |
| 72.     | Maciej Kreczmer     | Polska        | 35:09,3 | +2:28,4 |
| 89.     | Mariusz Michałek    | Polska        | 37:07,7 | +4:26,2 |

### Sztafeta kobiet
| Pozycja | Zawodniczki                                                                 | Reprezentacja     | Wynik   | Strata  |
| ------- | --------------------------------------------------------------------------- | ----------------- | ------- | ------- |
| złoto   | Vibeke Skofterud Therese Johaug Kristin Størmer Steira Marit Bjørgen        | Norwegia I        | 51:50,1 | -       |
| srebro  | Astrid Jacobsen Ingvild Flugstad Østberg Tora Berger Marthe Kristoffersen   | Norwegia II       | 52:16,1 | +26,0   |
| brąz    | Krista Lähteenmäki Riitta-Liisa Roponen Aino-Kaisa Saarinen Riikka Sarasoja | Finlandia I       | 52:29,2 | +39,1   |
| 4       | Ida Ingemarsdotter Anna Haag Maria Rydqvist Charlotte Kalla                 | Szwecja           | 52:41,7 | +51,6   |
| 5       | Aurore Jean Laure Barthélémy Anouk Faivre-Picon Coraline Hugue              | Francja           | 53:17,7 | +1:27,6 |
| 6       | Maiken Caspersen Falla Heidi Weng Hilde Lauvhaug Astrid Øyre Slind          | Norwegia III      | 53:19,3 | +1:29,2 |
| 7       | Celine Brun-Lie Martine Ek Hagen Ragnhild Haga Silje Øyre Slind             | Norwegia IV       | 53:30,2 | +1:40,2 |
| 8       | Stefanie Böhler Katrin Zeller Nicole Fessel Monique Siegel                  | Niemcy I          | 53:44,7 | +1:54,6 |
| 9       | Ida Sargent Kikkan Randall Elizabeth Stephen Holly Brooks                   | Stany Zjednoczone | 53:44,8 | +1:54,7 |
| 10      | Anastasija Docenko Walentyna Nowikowa Irina Chazowa Swietłana Nikołajewa    | Rosja I           | 53:44,9 | +1:54,8 |
| ...     |                                                                             |                   |         |         |
| 11      | Ewelina Marcisz Justyna Kowalczyk Paulina Maciuszek Sylwia Jaśkowiec        | Polska            | 53:46,3 | +1:56,2 |

### Sztafeta mężczyzn
| Pozycja | Zawodnicy                                                                 | Reprezentacja | Wynik     | Strata |
| ------- | ------------------------------------------------------------------------- | ------------- | --------- | ------ |
| złoto   | Eldar Rønning Finn Hågen Krogh Lars Berger Petter Northug                 | Norwegia I    | 1:35:24,8 | -      |
| srebro  | John Kristian Dahl Ronny Fredrik Ansnes Morten Eilifsen Sjur Røthe        | Norwegia III  | 1:35:25,6 | +0,8   |
| brąz    | Marcus Hellner Daniel Richardsson Johan Olsson Calle Halfvarsson          | Szwecja       | 1:35:25,9 | +1,1   |
| 4       | Jean-Marc Gaillard Maurice Manificat Robin Duvillard Christophe Perrillat | Francja       | 1:35:26,2 | +1,4   |
| 5       | Jewgienij Biełow Maksim Wylegżanin Siergiej Turyszew Aleksander Legkow    | Rosja I       | 1:35:26,3 | +1,5   |
| 6       | Lari Lehtonen Sami Jauhojärvi Matti Heikkinen Ville Nousiainen            | Finlandia     | 1:35:28,9 | +4,1   |
| 7       | Niklas Dyrhaug Chris Jespersen Tarjei Bø Emil Hegle Svendsen              | Norwegia II   | 1:35:29,0 | +4,2   |
| 8       | Toni Livers Dario Cologna Remo Fischer Curdin Perl                        | Szwajcaria    | 1:35:30,7 | +5,9   |
| 9       | Pietro Piller Cottrer Giorgio Di Centa Roland Clara David Hofer           | Włochy        | 1:35:54,5 | +29,7  |
| 10      | Dmitrij Japarow Siergiej Nowikow Piotr Siedow Ilja Czernousow             | Rosja II      | 1:36:10,3 | +45,5  |